# Tricampa remingtoni
Tricampa remingtoni är en urinsektsart som beskrevs av Otto Conde och Geeraert 1962. Tricampa remingtoni ingår i släktet Tricampa och familjen Campodeidae. Inga underarter finns listade i Catalogue of Life.